# Blankvattentjärnen, Lappland
Blankvattentjärnen är en sjö i Dorotea kommun i Lappland och ingår i Ångermanälvens huvudavrinningsområde.